# 263 до н. е.

## Події
- Консулами Римської республіки були обрані Маній Валерій Максим Корвін Мессала і Маній Отацилій Красс.
- На початку Першої Пунічної війни римляни вторглися до Сицилії та захопили низку грецьких колоній. Тиран Сіракуз Гієрон II був розромлений римською армією, після чого залишив своїх карфагенських союзників та перейшов на бік Риму.

### Астрономічні події
- 9 лютого. Кільцеподібне сонячне затемнення.[1]
- 6 серпня. Кільцеподібне сонячне затемнення.[1]

## Народились
- Антигон III Досон

## Померли
- Філетер